# Kościół Świętej Trójcy w Lubomlu
Kościół Trójcy Przenajświętszej w Lubomlu – najstarsza świątynia katolicka na Wołyniu.
Kościół został ufundowany w 1412 roku przez króla Władysława Jagiełłę. Po zajęciu Wołynia przez Armię Radziecką kościół został zamknięty i do początku lat siedemdziesiątych XX wieku był używany jako magazyn soli. W latach 1971–1974 rozebrano kruchtę i kaplicę boczną. W 1944 roku ks. Stanisław Jastrzębskim wywiózł znajdujący się w kościele cudowny obraz Matki Boskiej Lubomelskiej w okolice Kraśnika. Znalazł się on w kościele  św. Jana Vianneya w Polichnie. 
W 1992 roku, po odzyskaniu niepodległości przez Ukrainę, kościół został zwrócony wiernym. Opiekują się nim franciszkanie z Kowla. W 1996 roku w kościele odbyła się intronizacja kopii cudownego obrazu.
Budynek kościoła jest niewielki, jednonawowy, z półokrągłą absydą bez wieży. W bezpośrednim sąsiedztwie kościoła znajduje się murowana dzwonnica z 1764 roku.

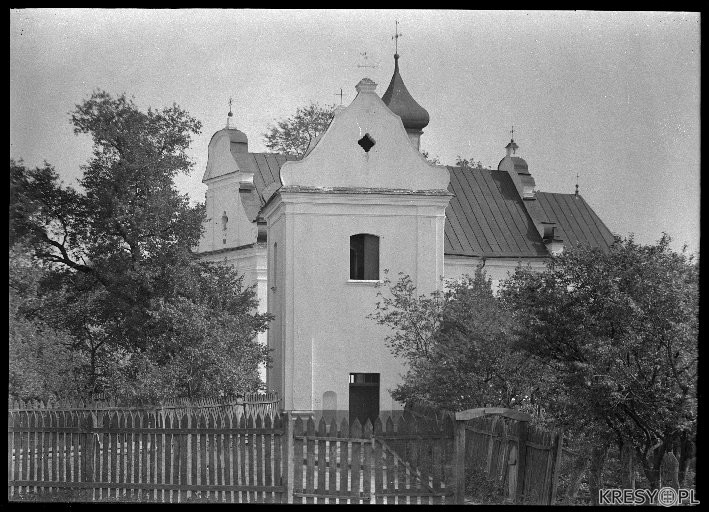
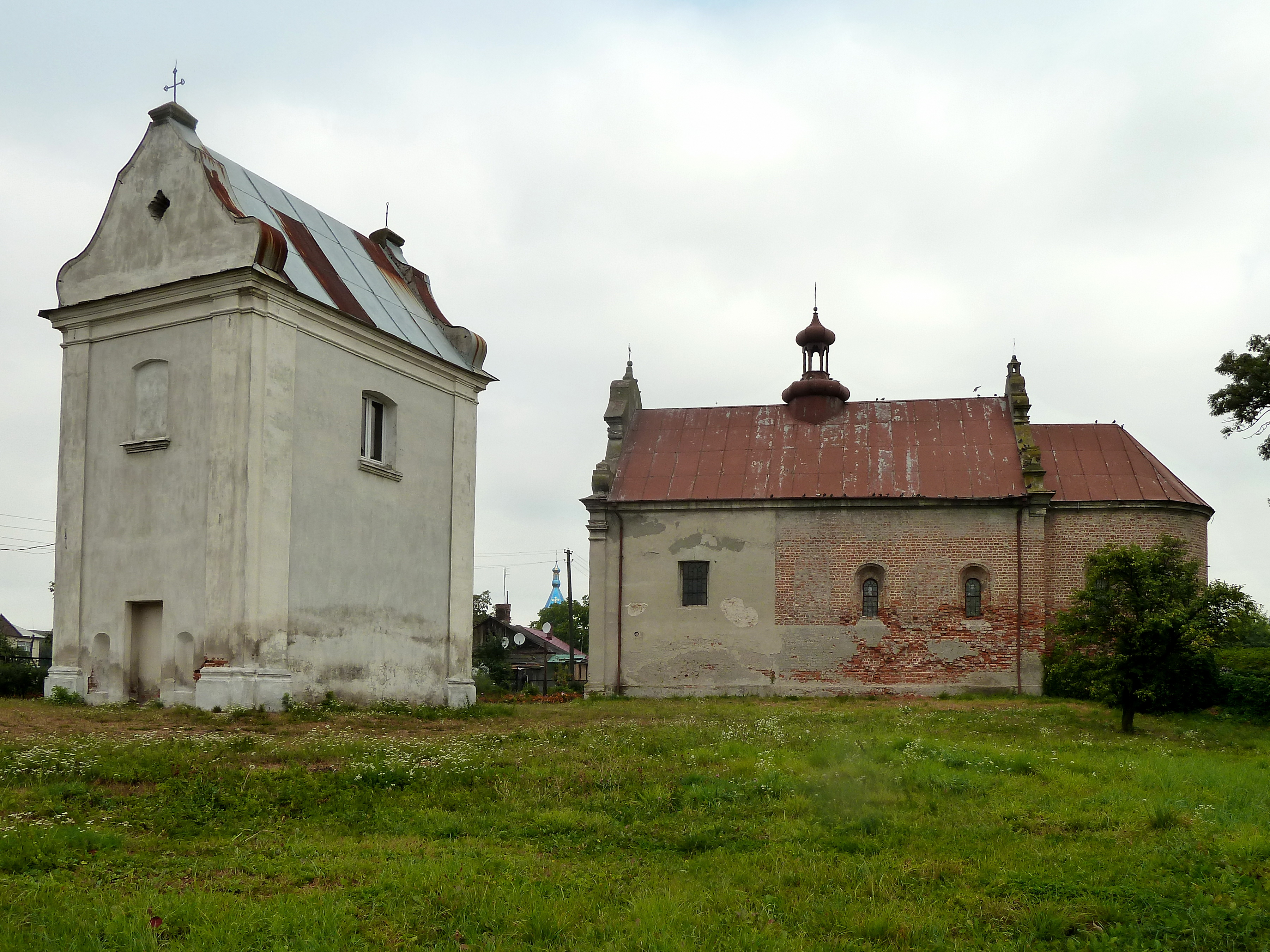
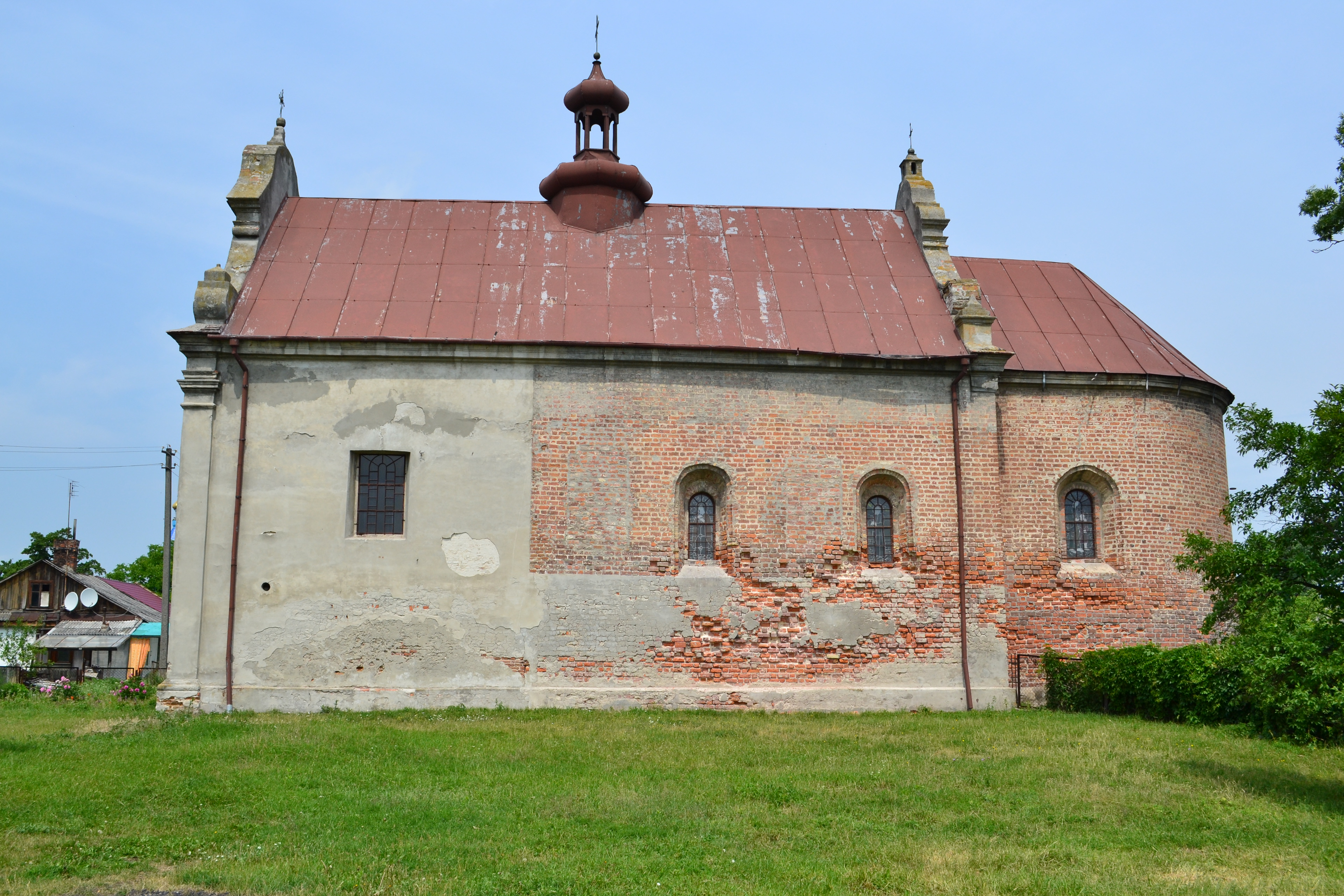
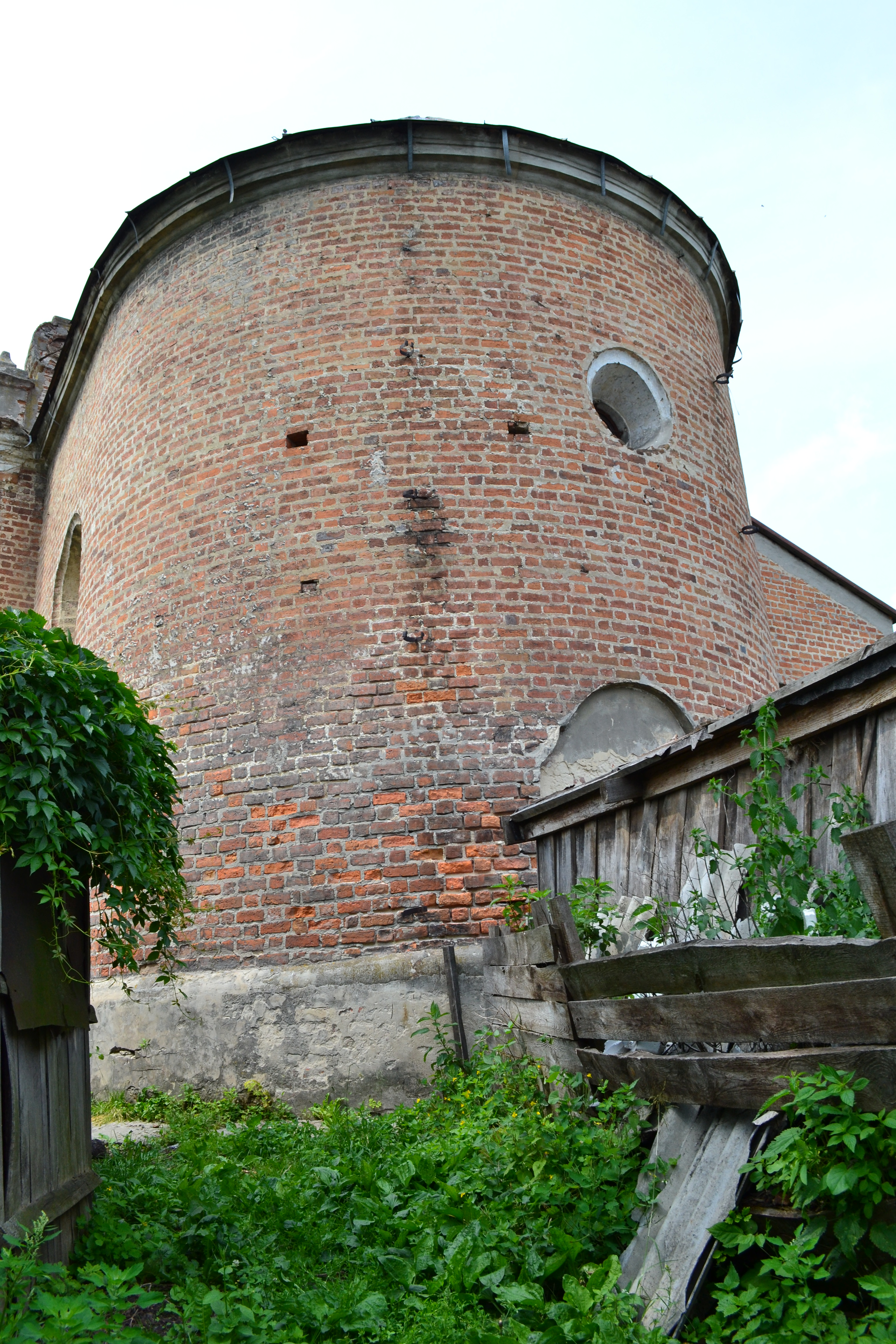
Absyda
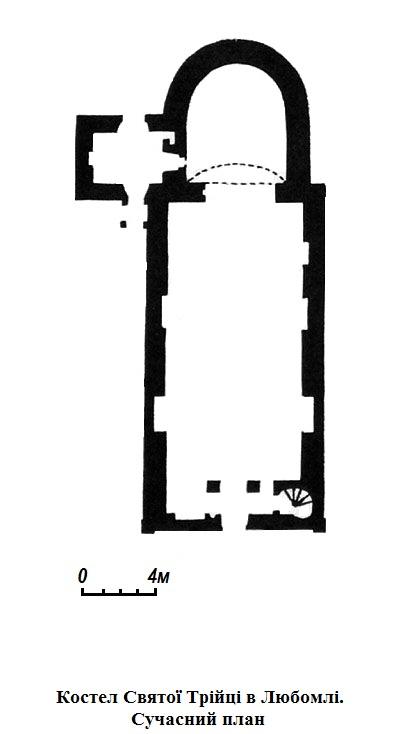
Plan
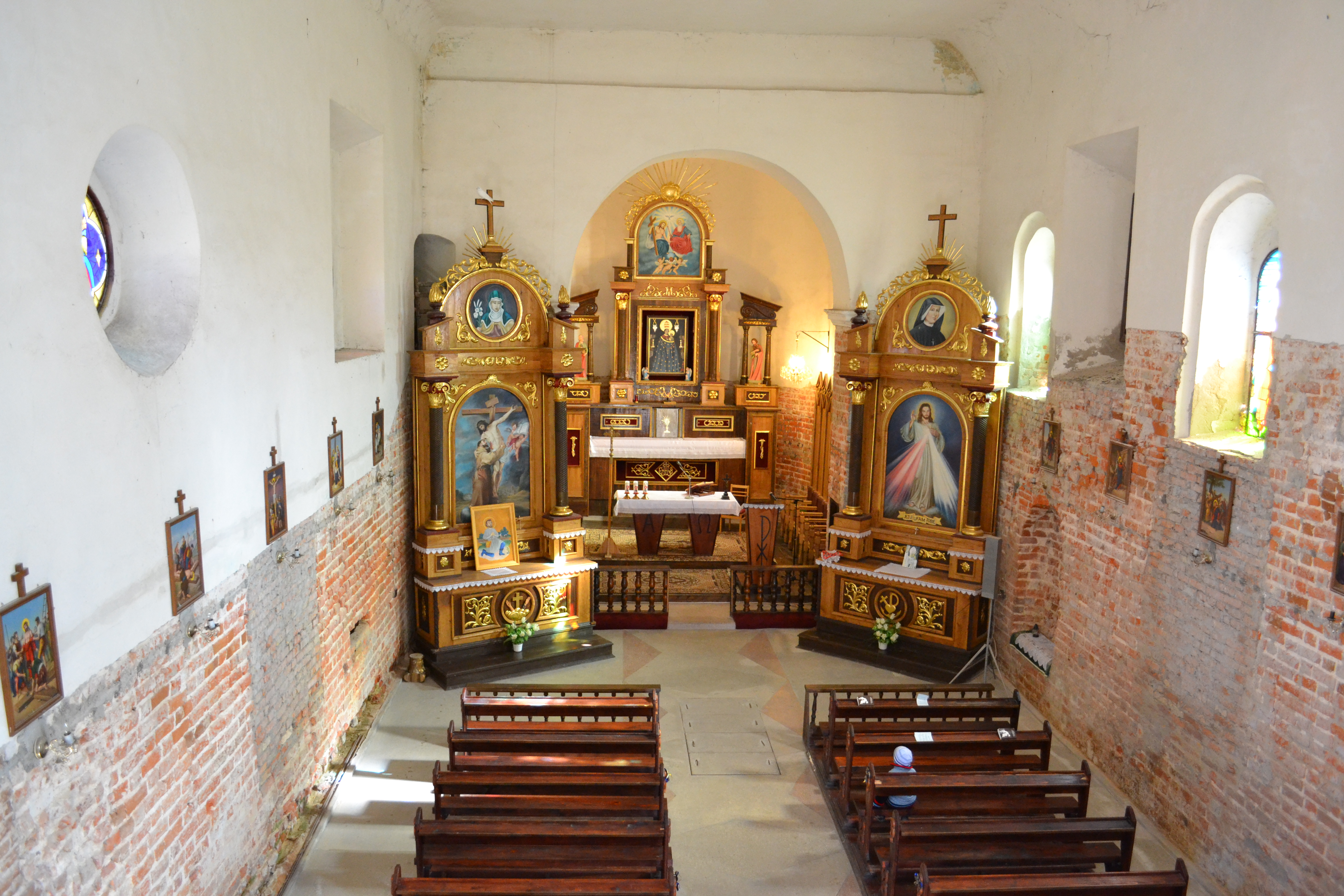
Wnętrze